# Улица Шевченко (Хабаровск)
Улица Шевченко — улица в историческом центре Хабаровска. Проходит, следуя береговой линии, от Уссурийского к Амурскому бульвару. Считается первой, старейшей, улицей Хабаровска. Популярный туристический маршрут.

## История
Первая улица города.
Первоначальное название Береговая, по другим сведениям — Садовая, Хабаровская. В 1873 году получила название Алексеевская, в память посещения города в том году великим князем Алексеем Александровичем.
В начале 1880-х годов улица была выбрана под строительство резиденции генерал-губернатора края (ныне — Дом офицеров, д. 16), проект здания выполнил военный инженер В. Г. Мооро
Строительство в 1886 году в начале улицы собора Успения Пресвятой Богородицы послужило оформлению этого городского пространства как центральной площади города. Площадь стала именоваться Соборной.
В марте 1921 г. исполнилось 60 лет со дня смерти украинского поэта Тараса Шевченко. Группа хабаровчан обратилась к правительству Дальневосточной республики с просьбой о присвоении имени поэта одной из улиц города. Правительство удовлетворило просьбу горожан, и улица Алексеевская получила современное название в честь классика украинской литературы поэта Тараса Григорьевича Шевченко (1814-1861)  .
В 1923 году Соборную площадь переименовали в Красную.
В 1928 году у выхода улицы к городскому парку был построен четырёхэтажный жилой дом для сотрудников редакции и типографии газеты «Тихоокеанская звезда». На верхних этажах здание было спланировано в характерном для конструктивизма галерейном типе преимущественно коммунальных квартир. В доме жили известные литераторы А. Пришвин, К. Седых, И. Луговской, журналисты С. Рослый, В. Павчинский, А. Фетисов, Ю. Шестакова, П. Комаров и другие. В конце 1950-х гг. дом был расселён, здание приспособили под административное.
В 1930 году Успенский собор был закрыт и, вскоре, разобран. В 1936 году на Соборной площади были проведены планировочные работы, срезан 3-метровый холм естественного подножия собора, через год площадь заасфальтировали. Был благоустроен вход в парк, особо активное участие в проведённых работах приняли хабаровские комсомольцы. В их честь (и по их просьбе) преобразившуюся площадь назвали Комсомольской, а в 1956 году на Комсомольской площади воздвигли 22-метровую стелу-памятник героям Гражданской войны на Дальнем Востоке, скульптор А. П. Файдыш-Крандиевский.
23 февраля 1930 года был открыт дом офицеров Восточного военного округа
В 2000—2002 годах Успенский собор на площади был отстроен заново по оригинальном проекту Хабаровского архитектора Ю. В. Подлесного.
30 мая 2008 года на улице к 100-летию города Хабаровск открыт памятник Якову Дьяченко (скульптор Александр Рукавишников).

## Достопримечательности
д. 1 — Речной вокзал (ранее Нижний рыбный базар. Каменные торговые ряды)
д. 7 — Дальневосточный художественный музей, Хабаровская краевая филармония
д. 9 — Приамурское географическое общество — общественная организация (Приамурский отдел Императорского Русского географического общества, Николаевская библиотека), не имеет отношения к нынешнему Русскому географическому обществу (РГО).
д. 10 — Школа № 35 (бывший доходный дом Эмери, где в Унтербергеровском училище учился исследователь Арктики Г. А. Ушаков (мемориальная доска))
д. 11 — Краеведческий музей (Музей Приамурского отдела Русского географического общества), мемориальная доска В. К. Арсеньеву
д. 15 — Выставочный зал «Амурский утёс»
д. 16 — Дом офицеров КДВО
д. 20 — Музей Дальневосточного военного округа (ранее Государственный банк)
Градо-Хабаровский собор Успения Божией Матери
Памятник Якову Дьяченко

## Известные жители
д. 7 — А. П. Чехов (мемориальная доска)
д. 16 — А. Н. Корф (дом генерал-губернатора)
дом Товарищества работников газеты «Тихоокеанская звезда» — Аркадий Гайдар, Пётр Комаров и Дмитрий Нагишкин

## Галерея
- Памятник на Комсомольской площади
- Дом офицеров КДВО
- «Амурский утёс»
- Госбанк
- Памятник Дьяченко

Исторические изображения улицы Шевченко представлены в работах фотографов Шкулина Н.Н. и Образцова С.:
- Улица Шевченко на фотографии Образцова С. (фотограф), 1939 год.
- Хабаровский край в 1930-1980 – е годы. Улица Шевченко у Комсомольской площади на фотографии Шкулина Н.Н., 6 октября1957 года
- Коллекция негативов «Хабаровский край в 1930-1980 – е годы». Улица Шевченко и здание ДОСА. Шкулин Н.Н., 1957 год